# Кавалло (остров)
Кавалло — остров в Средиземном море, расположен между Корсикой и Сардинией.

## География
Кавалло — единственный обитаемый остров архипелага Лавесси, находится в 2,3 км от корсиканского побережья, недалеко от пролива Бонифачо. Это примерно в 13 км от Сардинии. Остров французский, хотя ранее принадлежал Италии. Площадь острова — около 120 гектаров, самая высокая точка — 32 метра над уровнем моря. Он также имеет небольшой порт.

## История
Кавалло имеет богатую историю, начинающуюся с тех пор, когда Древний Рим послал заключенных, чтобы собрать гранит для памятников. Остров был заброшен во времена империи Августа, и оставался безлюдным до тех пор, пока в 1800 году там не поселился пастух. В 1855 году французский фрегат Семиллант, который перевозил солдат в Крым, затонул неподалеку.

## Туризм
Кавалло находится в частной собственности, и имеет ограниченный доступ для посторонних. Только велосипеды и электромобили разрешены на острове.